# Lacommande
 Lacommande  es una población y comuna francesa, en la región de Aquitania, departamento de Pirineos Atlánticos, en el distrito de Oloron-Sainte-Marie y cantón de Lasseube.

## Demografía
| 200 | 201 | 222 | 198 | 237 | 264 | 288 | 292 | 318 | 302 | 300 | 283 | 276 | 305 | 315 | 294 | 285 | 276 | 253 | 249 | 250 | 251 | 211 | 203 | 194 | 183 | 160 | 185 | 187 | 191 | 225 | 202 | 172 | 240 |
| Para los censos de 1962 a 1999 la población legal corresponde a la población sin duplicidades (Fuente: INSEE [Consultar]) |     |     |     |     |     |     |     |     |     |     |     |     |     |     |     |     |     |     |     |     |     |     |     |     |     |     |     |     |     |     |     |     |     |